# アムラート・コーラ
アムラート・コーラ(英語: Amrat Cola)は、Pakistan Mineral Water Bottling Plant社から発売されているコーラのブランドである。

## 歴史
Pakistan Mineral Water Bottling Plant(Pvt.)社は1985年に創業した。同社は、パキスタンの民衆にミネラルウォーターを販売するために創業された。1989年にコーラの海外拠点となる会社を設立したが、1994年4月までにペプシコの多国籍企業の中に吸収され、2003年に解散した。 
2003年に、パキスタン市場に「アムラート(Amrat)」商品が発売された。2005年にラホールとムルターンに販売拠点を置き、1日当たり30,000ケースを売り上げる人気商品となった。現在では、パンジャーブ州以外の州にも販売拠点を拡げており、ハイデラバード，カラチ，サッカルでも販売実績がある。会社の目標は、販売拠点と共に流通経路を拡げる事である。

## 商品
「アムラート・コーラ」の他に、ソーダを入れた「アムラート・ライム」，オレンジ味の「アムラート・オレンジ」がある。

## 製造
会社では、製品を自社の工場に集約している。